# Lutz Büscher
Lutz Büscher (* 24. Oktober 1937 in Berlin; † 23. März 2007) war ein deutscher Regisseur und Drehbuchautor. Er drehte unter anderem Folgen der Serien Großstadtrevier, Ein Fall für TKKG, Peter Strohm, Sonderdezernat K1 oder der Reihe Tatort.

## Leben und Karriere
Lutz Büscher, geboren 1937 in Berlin, begann seine Laufbahn beim Fernsehen als Regieassistent 1966 unter dem österreichischen Regisseur Michael Kehlmann beim TV-Film Porträt eines Helden. 1967 inszenierte er mit Der Alte, in den Hauptrollen spielten Paul Verhoeven, Ursula Jockeit und Hans Helmut Dickow seinen ersten eigenen Fernsehfilm, zu dem er auch gleich selbst das Drehbuch verfasste. Es folgten bis 1987 zahlreiche weitere Fernsehverfilmungen, Komödien und Dramen mit Schauspielern wie Heidelinde Weis, Harald Leipnitz, Ernst Jacobi, Karin Anselm, Angela Salloker oder Hannes Messemer. 1976 führte er dann auch zum ersten Mal bei einer Serienepisode Regie. 1977 drehte er seine erste Tatort-Folge – Das Mädchen am Klavier mit Gustl Bayrhammer, Helmut Fischer, Sissy Höfferer und Carline Seiser. Zu Beginn der 1980er Jahre folgten dann Episoden für Fernsehserien wie Sonderdezernat K1, 12 Folgen für die Reihe Ein Fall für TKKG, sowie weitere Episoden Anfang der 1990er Jahre für Krimireihen wie Peter Strohm mit Klaus Löwitsch oder Großstadtrevier. 1994 inszenierte er seine letzte Fernsehfolge für die heitere Krimiserie Lutz & Hardy mit Hans Korte, Karl Lieffen, Karin Thaler und Henry van Lyck.
Lutz Büscher verstarb im Alter von 69 Jahren und wurde auf dem Hamburger Friedhof Volksdorf beigesetzt.

## Filmografie (Auswahl)

### Als Regisseur
- 1967: Der Alte (Fernsehfilm)
- 1968: Auch schon im alten Rom (Fernsehfilm)
- 1968: Die Entwaffnung (Fernsehfilm)
- 1969: Jean der Träumer (Fernsehfilm)
- 1969–1970: Die Perle – Aus dem Tagebuch einer Hausgehilfin (Fernsehserie)
- 1970: Abseits (Fernsehfilm)
- 1970: Abiturienten (Fernsehfilm)
- 1974: Maß für Maß (Fernsehfilm)
- 1975: Armer Richard (Fernsehfilm)
- 1975: Hahnenkampf (Fernsehfilm)
- 1976: Das Fräulein von Scuderi (Fernsehfilm)
- 1976: Den lieben langen Tag (Fernsehserie, 1 Episode)
- 1977: Tatort – Das Mädchen am Klavier
- 1978: Ein Mord am Lietzensee (Fernsehfilm)
- 1980: Kein Geld für einen Toten (Fernsehfilm)
- 1981: Die Baronin – Fontane machte sie unsterblich (Fernsehfilm)
- 1982: Sonderdezernat K1 (Fernsehserie, 1 Episode)
- 1983: Tatort – Roulette mit 6 Kugeln
- 1984: Titanic (Fernsehfilm)
- 1985: Zwischen den Zeiten (Fernsehfilm)
- 1985–1987: Ein Fall für TKKG (Fernsehserie, 12 Episoden)
- 1986: Die Stunde des Léon Bisquet (Fernsehfilm)
- 1987: Sturmflut (Fernsehfilm)
- 1989–1991: Peter Strohm (Fernsehserie, 2 Episoden)
- 1991: Großstadtrevier (Fernsehserie, 1 Episode)
- 1994: Lutz & Hardy (Fernsehserie, 1 Episode)

### Als Drehbuchautor
- 1967: Der Alte (Fernsehfilm)